# روزا دوارتي
روزا دوارتي هي ثورية دومينيكانية، ولدت في 28 يونيو 1820 في سانتو دومينغو في جمهورية الدومينيكان، وتوفيت في 26 أكتوبر 1888 في كاراكاس في فنزويلا بسبب زحار.